# Pic Preston
Le pic Preston est une montagne qui s'élève à 2 228 m d'altitude dans les monts Siskiyou, dans le Nord de la Californie aux États-Unis.